# Leśna Jania
Leśna Jania is een plaats in het Poolse district  Starogardzki, woiwodschap Pommeren. De plaats maakt deel uit van de gemeente Smętowo Graniczne en telt 410 inwoners.